# Callitettix contiguus
Callitettix contiguus är en insektsart som först beskrevs av Walker 1851.  Callitettix contiguus ingår i släktet Callitettix och familjen spottstritar. Inga underarter finns listade i Catalogue of Life.